# Јагодина ћурани
Ћурани Јагодина су клуб америчког фудбала из Јагодине у Србији. Основани су 2006. године и тренутно се не такмиче ни у једном рангу америчког фудбала у Србији. Наступали су у сезони без опреме 2007. године.